# پریشانی روان‌شناختی
پریشانی ذهنی (یا پریشانی روانشناختی) اصطلاحی است که توسط برخی از پزشکان بهداشت روان و استفاده‌کنندگان از خدمات بهداشت روان برای توصیف طیف وسیعی از علائم و تجربیات زندگی درونی فرد استفاده می‌شود که معمولاً نگران کننده، گیج کننده یا غیرعادی هستند. پریشانی ذهنی می‌تواند به‌طور بالقوه منجر به تغییر رفتار شود، احساسات فرد را به‌شکل منفی تحت تأثیر قرار داده و بر روابط وی با افراد اطراف تأثیر بگذارد.

## انواع
انواع پریشانی عبارت‌اند از:
- اختلال اضطراب
- اختلال اضطراب پس از سانحه (PTSD)
- افسردگی
- اختلال دو قطبی[۲]
- روانگسیختگی